# The Harder They Come (single)
The Harder They Come is een nummer van de Jamaicaanse zanger Jimmy Cliff uit 1972, opgenomen voor de gelijknamige film uit datzelfde jaar. In 1980 bracht de Britse zanger Joe Jackson met zijn band een cover van het nummer uit.
De boodschap van het nummer is dat je altijd kan slagen in het leven, hoe moeilijk het soms ook wordt. Ook gaat het nummer over opstaan uit onderdrukking en vechten voor wat van jou is. De versie van Jimmy Cliff werd nergens een hit. Joe Jackson had met zijn versie in eigen land ook geen succes, maar scoorde wel een bescheiden hit in Nederland en Zweden. In de Nederlandse Top 40 kwam het nummer op de 35e positie terecht.

## Tracklijst
- 7"

1. "The Harder They Come" - 3:50
2. "Out Of Style" - 2:55
3. "Tilt" - 2:41